# Nourhan Ier Manougian
Nourhan Ier Manougian ou Manoukian (en arménien Նուրհան Ա Մանուկյան ; né Boghos Manougian le 24 juin 1948 à Alep) est le 97e patriarche arménien de Jérusalem depuis son élection le 24 janvier 2013 à la tête de ce patriarcat de l'Église apostolique arménienne.

## Biographie
Nourhan Manougian naît le 22 juillet 1948 à Alep (Syrie). Entré en 1961 au séminaire du Catholicossat de Cilicie et en 1966 au séminaire du Patriarcat de Jérusalem, il est ordonné diacre en 1968, hiéromoine en 1971 et archimandrite en 1975. En 1998, il devient le numéro deux du patriarcat en obtenant la fonction de grand ecclésiaste ou grand sacristain.
Après la mort du patriarche Torkom II le 12 octobre 2012, il est élu 97e patriarche arménien de Jérusalem par 17 voix (15 pour un autre candidat et deux abstentions). Les autorités de Terre sainte, le roi de Jordanie et le gouvernement israélien, ont approuvé cette élection, respectivement le 10 avril et le 23 juillet 2013.